# 微绒毛
微絨毛（英語：microvillus）係上皮細胞游離面由細胞膜與部分細胞質構成的指狀突起。其軸心由一束平行的微絲構成。微絲束對微絨毛的形態起到了支撐作用。該結構可以起到擴大細胞表面積的作用。
微絨毛直徑約爲100納米。在光鏡下觀察到的細胞的輪狀緣或刷狀緣即爲排列在一起的微絨毛。在電鏡下，則可清晰地觀察到單根的微纖毛。

## 結構
微絨毛的軸心由一束平行的微絲構成。這束微絲起到了支撐微絨毛形態的作用。其正極指向微絨毛的頂端、下端則與終末網（terminal web）相連。微絲亦附着於黏着小帶相連。這能起到固定微絨毛的作用。在微絨毛的基部，微絲束與細胞質中的中間絲相連。因不含肌球蛋白、原肌球蛋白、α-輔肌動蛋白，構成微絨毛的微絲束不能收縮。
微絨毛的長度、數量因細胞的種類或功能而異。

## 功能
微絨毛使得細胞表面積增大，增強了細胞的吸收功能。

## 微絨毛的解構
當人患上某些疾病之後，由於相應細胞內部細胞骨架的重排，微絨毛可能會發生解構。這會導致營養吸收不良以及持續性的滲透性腹瀉（而且病人還常常會有發燒症狀）。比如，被大腸桿菌亞群EPEC感染的患者即會出現微絨毛解構的現象。
小腸上皮細胞先天性地缺乏微絨毛的病症被稱爲微絨毛萎縮症。這是一種罕見的遺傳病，對新生兒來說常常是致命的。
不過，微絨毛解構也有臨床上的應用價值。比如，一篇發佈於2004年的文章表明，人爲地讓白細胞表面的微絨毛解構可以對自體免疫病起到治療作用。